# Айч, Натан Вольфович
Натан Вольфович Айч (настоящая фамилия — Айзикович; 1901, Дисна — 1955, зимовка Чёрная,  Дудинский район, Красноярский край) — советский сценарист и литератор.

## Биография
В 1920 году был мобилизован в Красную Армию, участник Гражданской войны; после демобилизации в 1921 году — курсант Военной объединённой школы имени ВЦИК. В середине 1920-х годов работал в Клубе имени Свердлова, где проводил активную работу и поставил несколько спектаклей по собственным сюжетам, одновременно с этим написал несколько десятков сценариев для кинематографа, однако экранизированы были только два из них. Выступал как цирковой артист (амплуа: снайперская стрельба в цель).
В 1930 году был обвинён в троцкизме и выслан из Москвы в Среднюю Азию сроком на 3 года. После освобождения в 1933 году получил разрешение поселиться с семьёй в Орле, в 1934 году — в Воронеже, где был близко знаком с Осипом и Надеждой Мандельштам. Здесь же в журнале «Подъём» (№9 за 1934 год) был опубликован его рассказ.
9 декабря 1935 года был осужден линейным судом Московско-Донской железной дороги в Воронеже по ст.17–109 УК РСФСР на 4 года ИТЛ, срок отбывал в Норильлаге. После освобождения в 1938 году — на поселении в зимовке Чёрная Дудинского района Таймырского национального округа Красноярского края, где заведовал медпунктом. В 1940 году у него родился сын Игорь, а 1 августа 1941 года он вновь был арестован и по статье «антисоветская агитация» приговорён к высшей мере наказания, 2 мая 1942 года заменённой десятью годами ИТЛ и пятью годами поражения в правах. Срок снова отбывал в Норильлаге. Освобождён 11 апреля 1951 года, умер на спецпоселении.

## Фильмография

### Сценарист
- 1924—1930
  - Банда батьки Кныша
  - Враги

## Семья
Мать —  Дора Исааковна Айзикович (15.03.1883, Полоцк, Витебская обл., Беларусь — 1942, Ленинград)
Жена — Нина Петровна Сажнова; сын Игорь (род. 1940).